# زمین‌لرزه ۱۹۵۹ یلواستون
زمین‌لرزه یلواستون  در تاریخ ۱۸ اوت ۱۹۵۹ میلادی، برابر با ‎۲۶ مرداد ۱۳۳۸، ساعت ۶:۳۷:۱۹ به زمان یوتی‌سی در آمریکا ، منطقه یلواستون رخ داد. ژرفای این زلزله ۱۵ کیلومتر بود. بزرگی آن ۷٫۳ در مقیاس Mw اعلام شده‌است. زمین‌لرزه به وقت محلی در روز دوشنبه، ساعت ۲۳ روی داده و منطقه زمانی آن یوتی‌سی -۷ بوده‌است (با لحاظ تغییر ساعت تابستانی).
سازمان زمین‌شناسی آمریکا نیز جای این زمین‌لرزه را در مختصات ۴۴°۴۲′۴۳″شمالی ۱۱۱°۱۲′۵۴″غربی / ۴۴٫۷۱۲°شمالی ۱۱۱٫۲۱۵°غربی و بزرگی آنرا برابر با ۷٫۷ در مقیاس ریشتر اعلام کرده‌است. ژرفای گزارش شده از سوی این سازمان ۵ کیلومتر می‌باشد.
شمار کشتگان زلزله حدود ۲۸ نفر بوده‌است.